# Prickhake
Prickhake (Modulatrix stictigula) är en fågel i familjen fläckhakar inom ordningen tättingar. Den är en udda trastlik tätting som förekommer i bergstrakter i östra Afrika. Tidigare placerades den i familjen timalior, men bryts numera ut tillsammans med fläckhake och kakameg till den egna familjen Modulatricidae.

## Utseende och läte
Prickhaken ser ut som ett mellanting mellan en trast och en timalia. Ovansidan är olivbrun, undersidan rostbrun med svartfläckad gulbrun strupe. På huvudet syns en tydlig blågrå ring runt ögat. Näbben är mörk ovan och ljus under. Sången består av en trastlik men tydligt gäll serie med visslingar och böjda toner. Bland lätena hörs enkla, stigande och mjuka "seeuuuiit" och gnissligt varnande "werrrt".

## Utbredning och systematik
Prickhake placeras som enda art i släktet Modulatrix. Den behandlas antingen som monotypisk eller delas in i två underarter med följande utbredning:
- Modulatrix stictigula stictigula – förekommer i nordöstra Tanzania
- Modulatrix stictigula pressa – förekommer i östra och södra Tanzania samt norra Malawi

### Familjetillhörighet
Länge betraktades denna och dess närbesläktade arter fläckhake (Arcanator orostruthus) och kakameg (Kakamega poliothorax) som medlemmar av familjen timalior (Timaliidae). Studier visar dock att dessa arter tillsammans sockerfåglarna (Promeropidae) istället utgör en egen utvecklingslinje som är systergrupp till familjer som ärlor, astrilder, finkar och fältsparvar.  Tidigare inkluderades de därför i familjen sockerfåglar, men urskiljs numera oftast som en egen familj, först med det vetenskapliga namnet Arcanatoridae, men Modulatricidae har visat sig ha prioritet.

## Levnadssätt
Prickhaken hittas lokalt i bergsskogar på mellan 900 och 2700 meters höjd. Där ses enstaka fåglar eller par i vända på löv på marken efter föda eller följa myror för att fånga byten de skrämmer upp. Den är skygg och svår att få syn på.

## Status och hot
Arten har ett stort utbredningsområde och en stor population, men tros minska i antal till följd av habitatförstörelse och predation från invasiva arter, dock inte tillräckligt kraftigt för att den ska betraktas som hotad. Internationella naturvårdsunionen IUCN kategoriserar därför arten som livskraftig (LC). Världspopulationen har inte uppskattats men den beskrivs som ovanlig till mycket vanlig, framför allt vid högre höjder.